# Joseph Beete Jukes

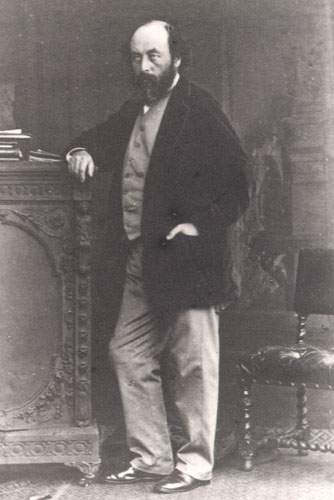
Joseph Beete Jukes

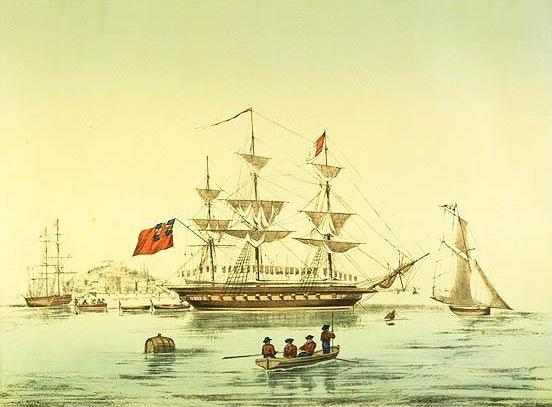
Die HMS Fly, mit der Jukes Neufundland und Australien erforschte

Joseph Beete Jukes (* 10. Oktober 1811 in Summer Hill, Birmingham; † 29. Juli 1869 in Dublin) war ein englischer Geologe.
Seine Eltern waren John and Sophia Jukes. Er besuchte die Schulen in Wolverhampton bei Birmingham und studierte dann Geologie bei Professor Adam Sedgwick am St. John College in Cambridge. 1836 graduierte er und wurde Travelling Lecturer. Von 1839 bis 1840 war er mit der geologischen Erforschung Neufundlands betraut (auf der HMS Fly unter Kommando von Francis Price Blackwood) und wurde danach Direktor der irischen Abteilung des Geological Survey of Great Britain. 1842–46 war er in Australien.
Der Mount Jukes auf Tasmanien ist nach ihm benannt.

## Werke
- Excursions In and About Newfoundland, During the Years 1839 and 1840. John Murray, London 1842 Digitalisat
- Narrative of the surveying voyage of H.M.S. Fly, commander by Captain F.P. Blackwood, R.N. in Torres Strait, New Guinea, and other islands of the eastern archipelago, during the years 1842-46. T. & W. Boone, London 1847 Band 2 Digitalisat
- A sketch of the physical structure of Australia, so far as it is at present known. T. & W. Boone, London 1850 Digitalisat
- Joseph Beete Jukes, Edward Forbes, Baron Lyon Playfair Playfair, Warington Wilkinson Smyth, John Percy, Robert Hunt: Lectures on gold for the instruction of emigrants about to proceed to Australia. David Bogue, London 1852 Digitalisat
- Geology of the South Staffordshire Coal-field; 1853
- Popular physical geology. Reeve and Co., London 1853 Digitalisat
- The student's manual of geology. Adam and Charles Black, Edinburgh 1857 Digitalisat; New Edition 1862 Digitalisat; 3. Aufl. Hrsg. von Archibald Geikie. Adam and Charles Black, Edinburgh 1872.[1]
- The South Staffordshire coal-field. 2. Aufl. Longman, Green, Longman and Roberts, London 1859 Digitalisat
- On the lower palæozoic rocks of the south-east of Ireland, and their associated igneous rocks. M. H. Gill, Dublin 1859
- The school manual of geology. Adam and Charles Black, Edinburgh 1863 Digitalisat